# Campanula poscharskyana

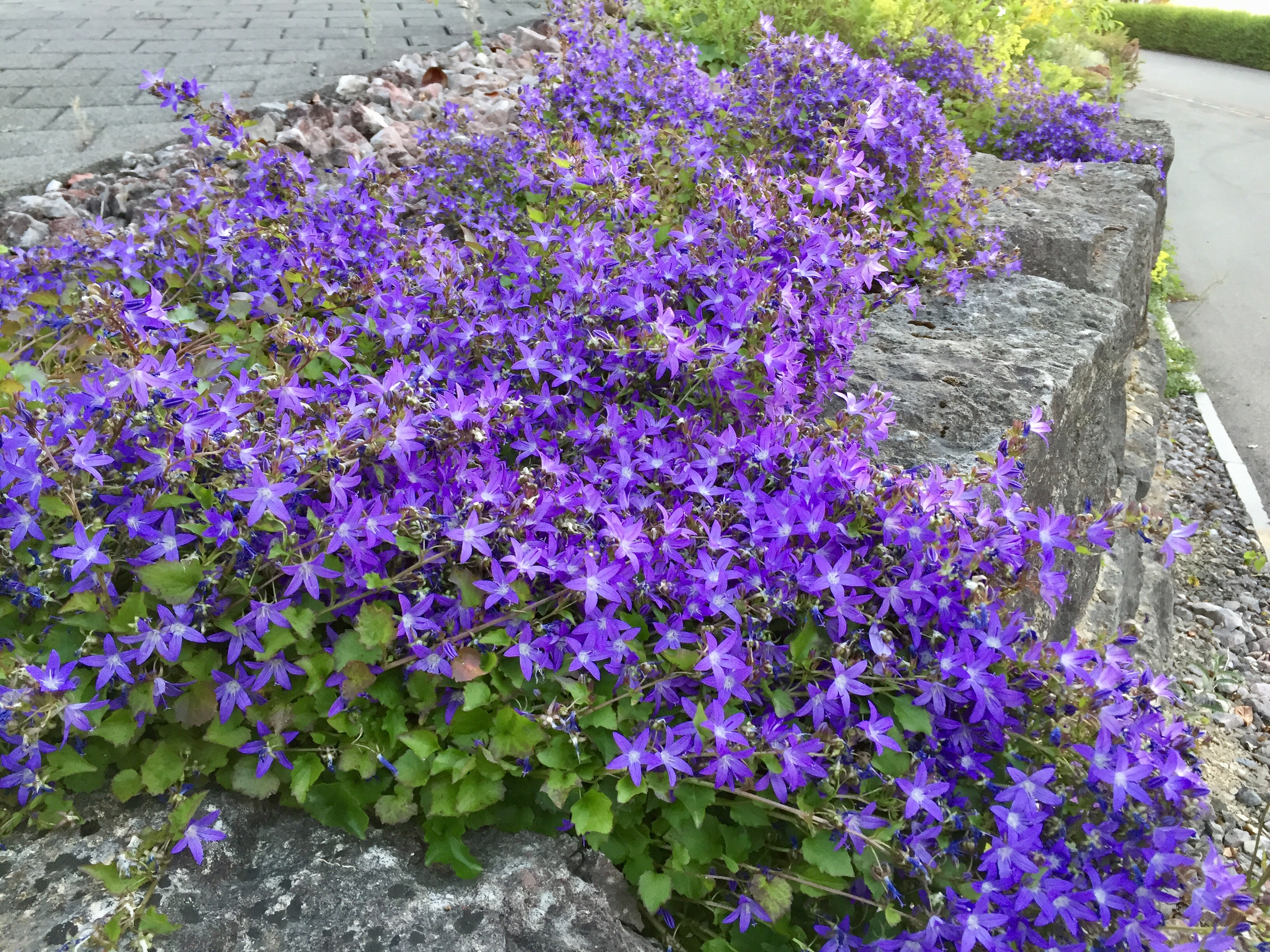
Variedade da planta com flores azul-púrpura

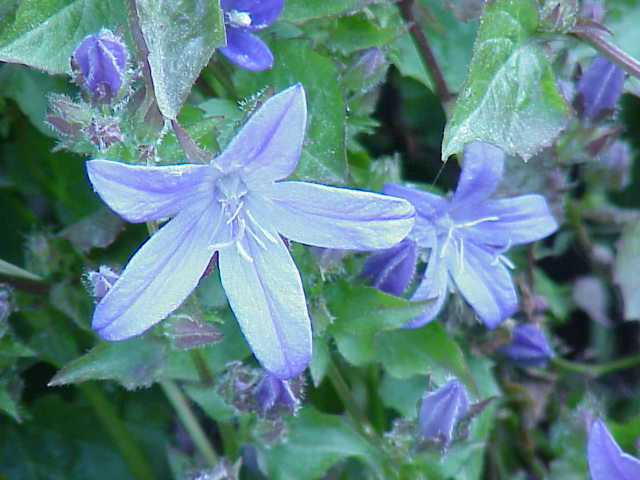
Foto em destaque de uma flor de tom azul-celeste

A campânula-da-dalmácia (Campanula poscharskyana) é uma planta da família Campanula nativa dos Bálcãs, sobretudo das regiões próximas ao Adriático (mais precisamente, Croácia, Bósnia e Herzegovina e Montenegro). Tornou-se logo apreciada pela floricultura mundial após sua descoberta no começo do século 20, espalhando-se por todo o mundo em virtude de sua rusticidade e beleza.

## Denominações
Em razão de preferir lugares íngremes e de na primavera–verão florir em profusão flores em formato de estrela, isso lhe valeu a denominação popular de "campânula-cascata-azul" e "campânula-estrela-azul."

## Características
A planta cresce bem em solo fresco, bem ensolarado ou mesmo na sombra parcial, e tolera as posições sombreadas, especialmente se associada com solo muito seco, mesmo se o crescimento e a floração fiquem prejudicados nesse caso. Adultas, podem suportar curtos períodos de seca se crescem no solo, enquanto que aquelas cultivadas em vasos devem ser aguadas generosa e regularmente para evitar que murchem e sequem. É uma das plantas mais rústicas utilizadas em jardins escarpados, já que é resistente e aguenta temperaturas de inverno abaixo de 0° Celsius, adaptando-se às condições climáticas de onde cresce. Vigorosa e prolífica, espalha-se rapidamente de forma espontânea, muitas vezes passando de um jardim ao muro ou pavimento. É uma das plantas herbáceas mais exuberantes, que tende a cobrir toda a terra em torno de si e, se deixada intacta, em condições ambientais adequadas, alastra-se por alguns metros por meio de estolões enraizados, assim como o faz a batata-doce.
Usada como cobertura do solo sob arbustos floridos, impedirá o crescimento de ervas daninhas; em troca, no entanto, sua exuberância poderá sufocar outras plantas menos vigorosas, por isso é recomendável pô-la junto de espécimes que resistem ao seu vigor. A campânula comporta-se não só como cobertura do solo, mas também como uma planta trepadeira, pois pode subir até 40–50 centímetros. A propagação é por divisão de ramos e a planta pode ser atacada por caracóis e lesmas em determinadas épocas.
Os caules ficam carregados de flores em forma de estrela, as quais vão do lilás e azul-claro ao rosa e branco, segundo a subespécie. Aparecem no final da primavera e continuam a florescer durante semanas, criando um belo tapete. No final da floração, os caules longos dão à planta um aspecto muito desordenado. Nesse caso, é recomendável intervir com uma poda para reordená-la ou simplesmente retirar os ramos secos. Assim, não só melhora a aparência da planta, mas também se induz uma segunda floração no outono.

## Galeria

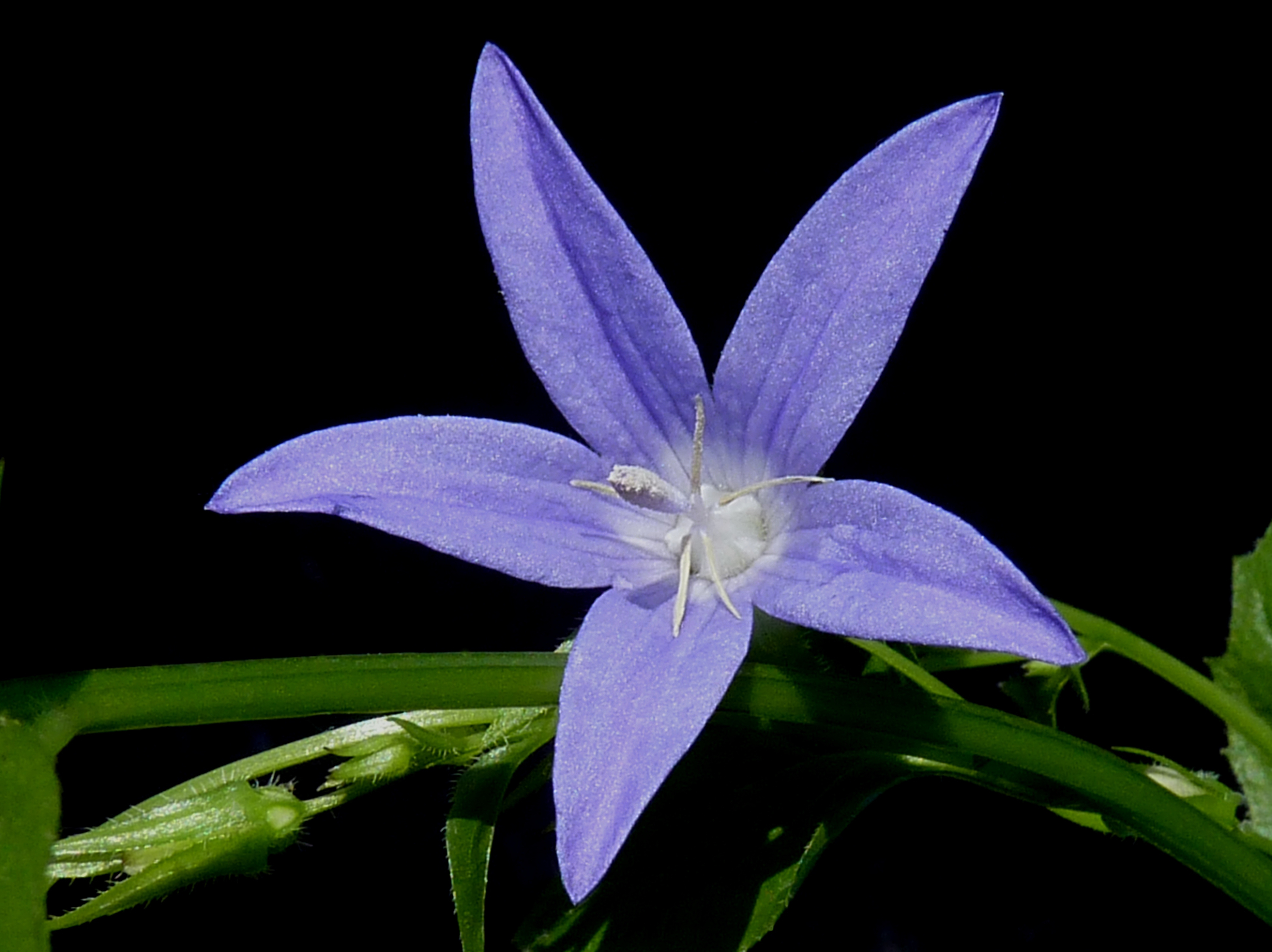
Foto frontal de uma flor
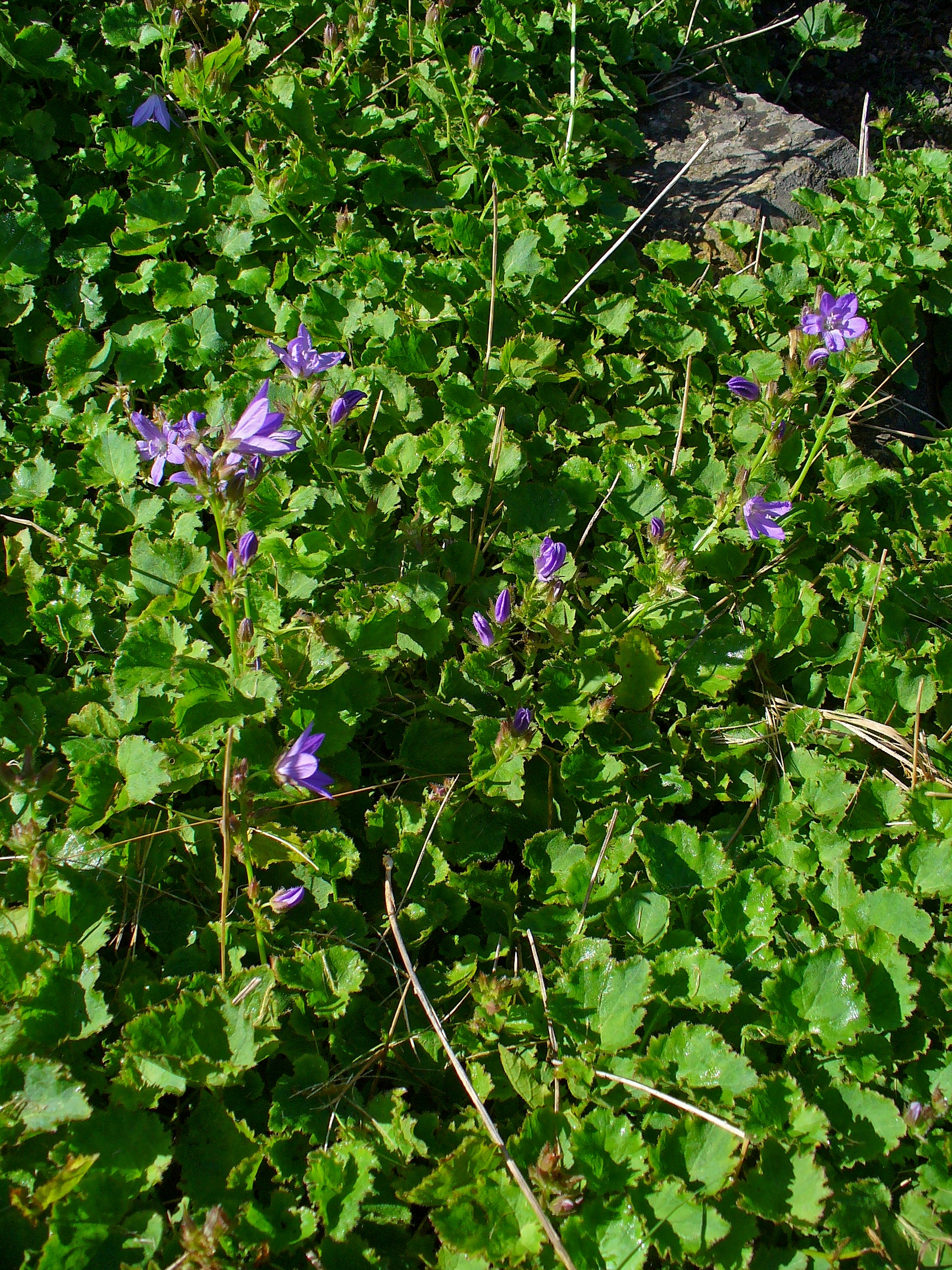
Planta ainda com timida floração
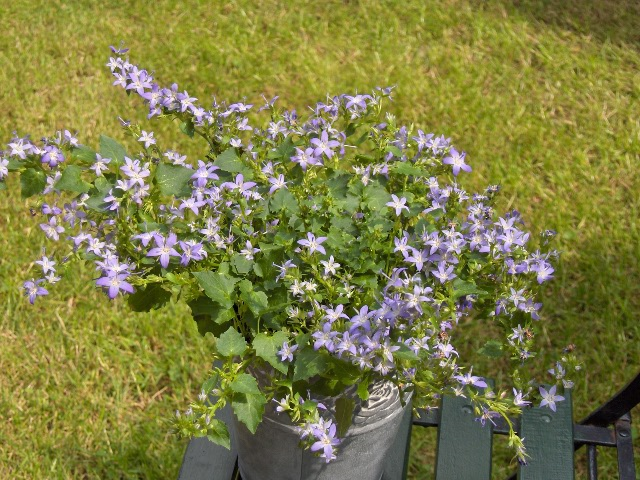
Cultivo em vaso
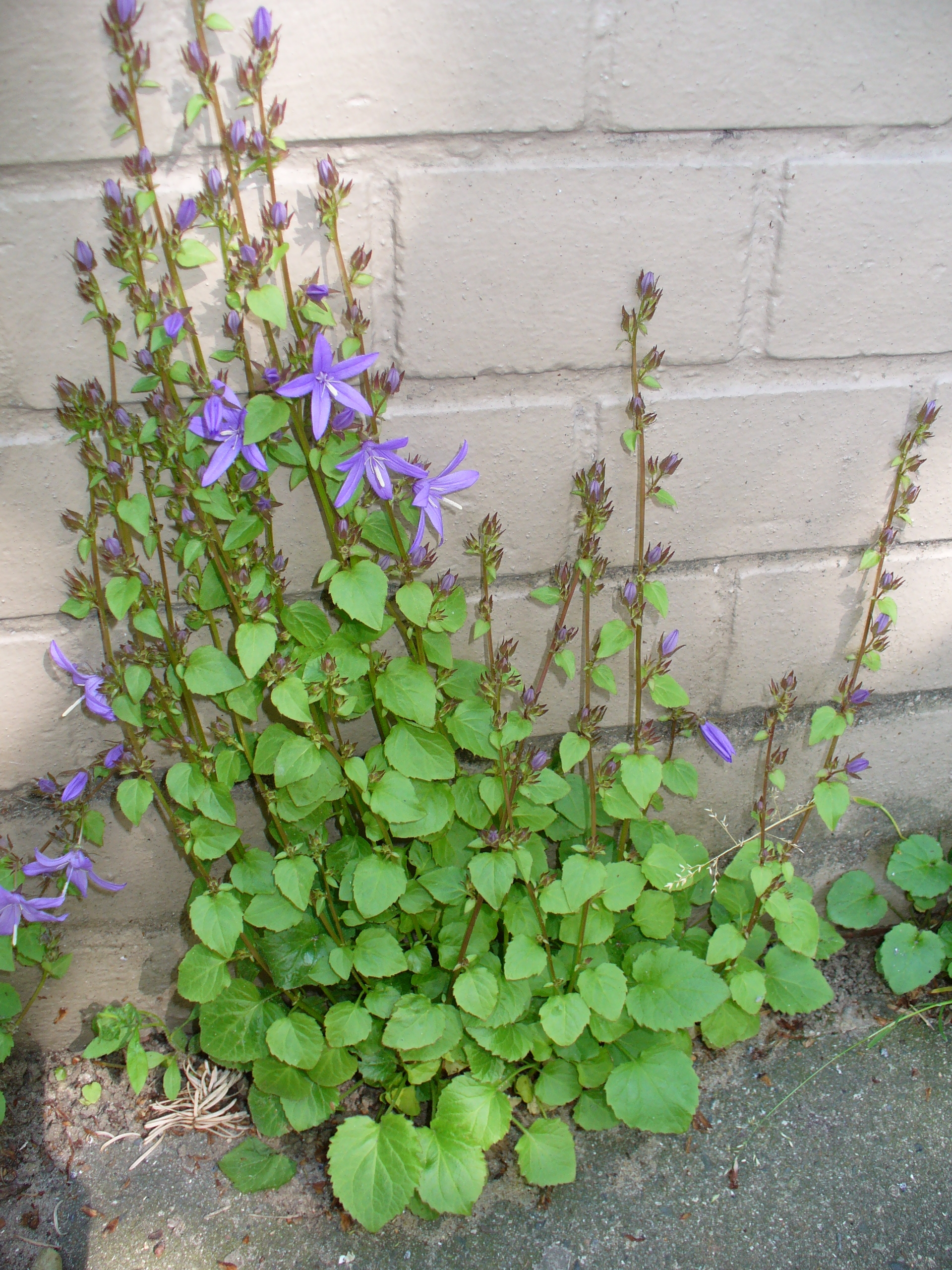
A planta em sua vocação de semitrepadeira